# Ischnopoda scitula
Ischnopoda scitula är en skalbaggsart som först beskrevs av Wilhelm Ferdinand Erichson 1837.  Ischnopoda scitula ingår i släktet Tachyusa, och familjen kortvingar. Enligt den svenska rödlistan är arten nära hotad i Sverige. Arten förekommer i Götaland, Svealand, Nedre Norrland och Övre Norrland. Artens livsmiljö är våtmarker.